# 艾爾曼特

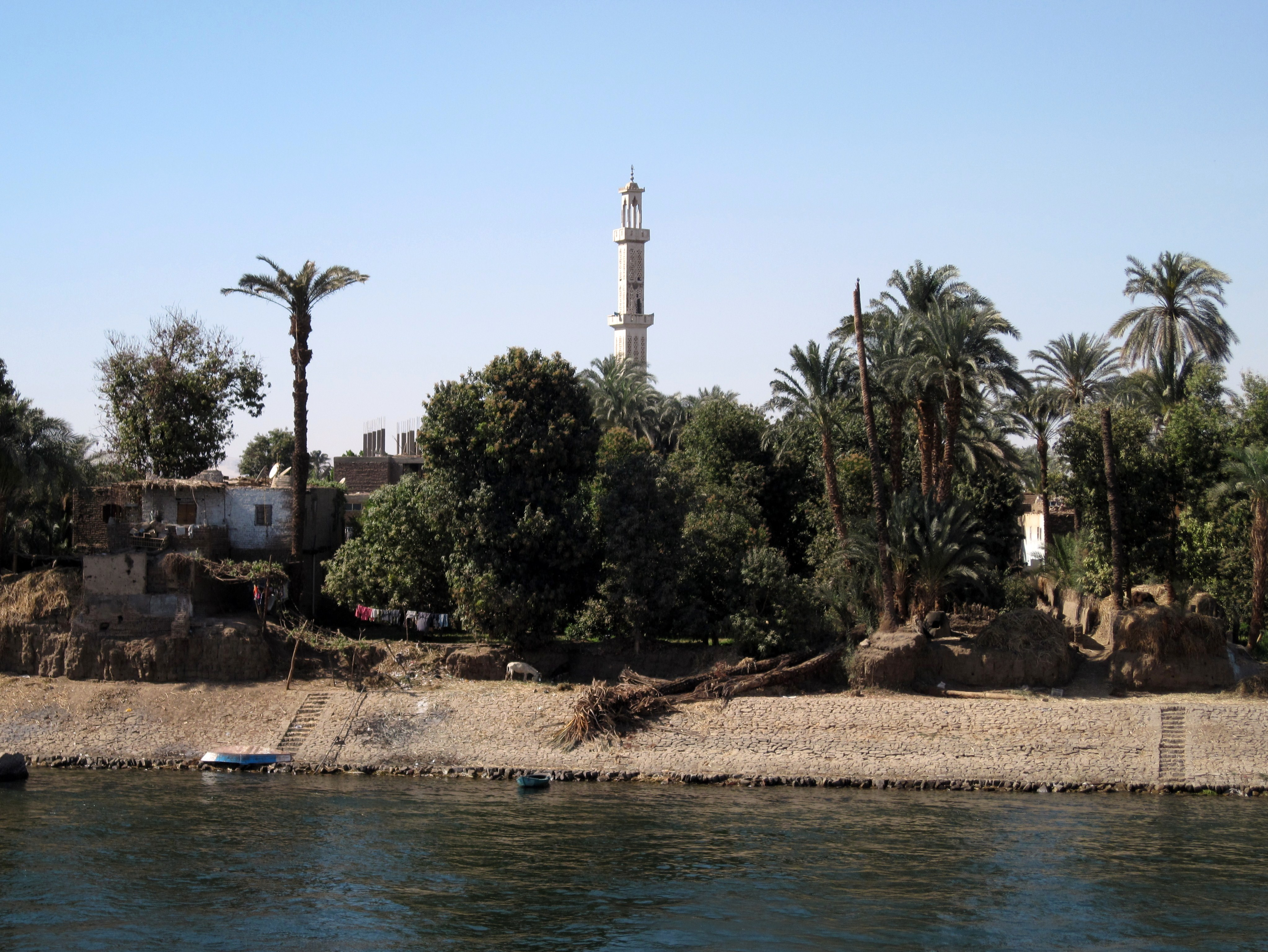
艾爾曼特

艾爾曼特是埃及的城鎮，由基納省負責管轄，位於該國中東部尼羅河西岸，距離樂蜀約9公里，主要經濟活動有農業和畜牧業。
25°37′N 32°32′E / 25.617°N 32.533°E